# Хартманн, Вернер
Ве́рнер Ха́ртманн (нем. Werner Hartmann, 11 декабря 1902, Зильштедт — 26 апреля 1963, Уссельн, ФРГ) — немецкий подводник времён Второй мировой войны, кавалер Рыцарского креста железного креста.
Был командиром подводных лодок U-26, U-37 и U-198, с которыми он потопил 26 судов (всего 115 332 брт).

## Биография
В возрасте 12 лет сын пастыря вступил в прусский королевский кадетский корпус. В конце Первой мировой войны был командиром роты. В 1921 году вступил в Рейхсмарине. В 1927 году стал вахтенным офицером на миноносце T-157, с октября 1929 служил инструктором в военно-морском училище в Мюрвике. В 1933 году вернулся на миноносцы — Seeadler и в 1935 году — Albatros. В октябре 1935 года он перешёл в подводные силы и стал командиром U-26. В этой должности он участвовал в испанской гражданской войне. С 1938 года — шеф флотилии «Хундиус». В сентябре стал капитаном U-37, но оставался шефом 2-й подводной флотилии. С декабря 1941 был начальником 27-й подводной флотилии. С лодкой U-198 воевал в Индийском океане до 1944 года, когда стал начальником подводных лодок в Средиземном море. После вторжения союзников в Италию стал начальником штаба Фольксштурма в Западной Пруссии. В мае 1945 года был взят в плен.
После войны и плена работал в разных организациях Евангелической церкви. 10 июля 1956 года был вновь призван в бундесмарине, где служил до пенсии в 1962 году.

## Военные звания
- фенрих цур зее (мичман) 1 апреля 1923
- оберфенрих цур зее (мичман) 4 апреля 1925
- лейтенант цур зее 1 октября 1925
- оберлейтенант цур зее 1 июля 1927
- капитан-лейтенант 1 октября 1933
- корветтен-капитан (капитан 3 ранга) 1 июля 1937
- фрегаттен-капитан (капитан 2 ранга) 1 апреля 1941
- капитан цур зее (капитан 1 ранга) 1 апреля 1943
- флотилленадмирал 15 ноября 1965
- контр-адмирал 21 декабря 1966

## Награды
- Нагрудный знак подводника (7 декабря 1939)
- Железный крест 2-го и 1-го класса (8 ноября 1939)
- Рыцарский крест Железного креста с Дубовыми Листьями
  - Рыцарский крест (21 апреля 1940)
  - Дубовые листья (26 апреля 1943)
- 2 раза упоминался в «Вермахтберихт» (1 марта 1940, 19 апреля 1940)